# Independente EC
Independente EC is een Braziliaanse voetbalclub uit de stad Santana, in de staat Amapá.

## Geschiedenis
De club werd in 1962. De club werd drie keer staatskampioen tijdens het amateurtijdperk. Na de invoering van de profcompetitie in 1991 speelde de club tot 2002 voornamelijk in de hoogste klasse en werd nog twee keer kampioen. Na een paar jaar afwezigheid maakte de club haar rentree in 2008. Sindsdien speelt de club wisselend in de profcompetitie, afhankelijk of het financieel plaatje in orde is. Zowel in 2018 als 2019 had de club zich aangemeld voor de competitie maar trokken ze zich voor de start terug.

## Erelijst
Campeonato Amapaense
1982, 1983, 1989, 1995, 2001